# Abkommen von Varkiza
Das Abkommen von Varkiza (griechisch Συμφωνία της Βάρκιζας) wurde am 12. Februar 1945 zwischen der damaligen griechischen Regierung unter Ministerpräsident Nikolaos Plastiras und der im Zweiten Weltkrieg gegen die Besatzungsmächte Italien, Deutschland und Bulgarien gegründeten Widerstandsorganisation EAM (Ethniko Apeleftherotiko Metopo, Εθνικό Απελευθερωτικό Μέτωπο; siehe unter ELAS) im Athener Küstenvorort Varkiza unterzeichnet.
In den Tagen zuvor hatten Franklin D. Roosevelt (USA), Winston Churchill (Vereinigtes Königreich) und Josef Stalin (UdSSR) auf der Konferenz von Jalta über die Machtverteilung in Europa nach dem Ende des Zweiten Weltkrieges verhandelt.

## Geschichte
Die eher konservative (rechtsgerichtete) griechische Regierung und die linksgerichtete (vorwiegend kommunistische) EAM einigten sich auf einen Waffenstillstand nach den bewaffneten Auseinandersetzungen in der Schlacht um Athen im Dezember 1944 (Dekemvriana). Die Unterzeichner vereinbarten auch eine Entwaffnung der ELAS (Ethnikos Laikos Apeleftherotikos Stratos, Εθνικός Λαϊκός Απελευθερωτικός Στρατός, nationale Volksbefreiungsarmee; militärischer Teil der EAM), eine Amnestie für alle politischen Gefangenen und Straftaten sowie eine baldige freie Parlamentswahl.
Trotz dieses Abkommens kam es im weiteren Verlauf zu erneuten Auseinandersetzungen (auch bewaffnet) zwischen der griechischen Regierung (unterstützt von Großbritannien und den USA ab 1947 im Rahmen der Truman-Doktrin) und der EAM (unterstützt von Albanien, Bulgarien, Jugoslawien und der Sowjetunion). Die Waffen des ELAS wurden nur teilweise abgegeben. Die Verfolgung von linksgerichteten Personen – insbesondere Kommunisten – wurde trotz der gegenteiligen Vereinbarung im Abkommen von Varkiza fortgesetzt. Die vereinbarte Wahl 1945 wurde von der EAM boykottiert; sie fand am 31. März 1946 statt.
Die nach dem Abkommen von Varkiza zunehmenden Spannungen zwischen dem linken und rechten politischen Lager in Griechenland mündeten 1946 in den Griechischen Bürgerkrieg.

## Belege
1. ↑  Vertrag von Varkiza. Abgerufen am 12. Mai 2024.